# Warum ich kein Muslim bin
Warum ich kein Muslim bin ist der Titel eines Buches des Islamkritikers, der unter dem Pseudonym Ibn Warraq auftritt, in Anlehnung an Bertrand Russells Buch Warum ich kein Christ bin. Bei dem 2004 im Verlag Matthes & Seitz Berlin erschienenen Buch handelt es sich um eine Übersetzung der amerikanischen Originalausgabe Why I Am Not a Muslim aus dem Jahr 1995.
Das Buch beinhaltet eine moralische Kritik am Islam, eine historisch-kritische Analyse und Bewertung des Korans und eine historisch-chronologische Darstellung der Kriminalgeschichte des Islams. Nach Ibn Warraq war der Grund für den Beginn seiner Arbeit an diesem Buch die Affäre um Salman Rushdie. Seiner Meinung nach sah die westliche Welt hilflos zu, wie Ajatollah Chomeini gegen Salman Rushdie die Todes-Fatwa erließ.

## Inhalt
Das Buch beschreibt in 17 Kapiteln unter anderem die Affäre um Salman Rushdie und geht dabei auf die Ursprünge des Islams und die Problematik der islamischen Quellen ein. Der Prophet Mohammed und seine Botschaft, der Koran, werden dargestellt. Ibn Warraq zeigt die seiner Meinung nach totalitäre Natur des Islams auf und behandelt die Frage der Vereinbarkeit des Islams mit Demokratie und Menschenrechten. Darüber hinaus werden der arabische Imperialismus, islamische Kolonisierungen und die Stellung der nicht-muslimischen Unterworfenen beschrieben. Weitere Themen sind Häresie und Heterodoxie, Atheismus und Freidenkertum, Grundsätze und Veränderungen im Islam sowie der Einfluss griechischer Philosophie und Wissenschaften auf den Islam und der Unterschied zwischen Sufismus und islamischer Mystik. Neben Abū l-ʿAlāʾ al-Maʿarrī werden die Stellung der Frauen im Islam und die Verbote des Islams (Wein, Schweinefleisch und Homosexualität) erörtert. Die Beurteilung der Person Mohammeds und die Stellung des Islams im Westen schließen das Buch ab.

## Ausgabe
- Ibn Warraq: Warum ich kein Muslim bin. Matthes & Seitz Berlin, Berlin 2004, ISBN 3-88221-838-X.